# ヨアンナ・ボロシュ
ヨアンナ・ヴォウォシュ（Joanna Wołosz、1990年4月7日 - ）は、ポーランドの女子バレーボール選手。ポーランド代表。

## 来歴

### クラブチーム
エルブロンク出身。2009年、#VolleyWrocławへ入団しバレーボール選手としてのキャリアをスタートさせる。2010/11シーズンのポーランドリーグで5位で終える。2011/12シーズンからはBKS BOSTIK Bielsko-Białaへ移籍し2プレーし2012/13シーズンはリーグで4位となる。その後、イタリアセリエA1のUYBA Volleyと契約し、2013/14シーズンのセリエAリーグ準優勝、2014/15シーズンは欧州チャンピオンズリーグで銀メダルを獲得した。2017/18シーズンからはイタリアセリエA1の強豪イモコ・コネリアーノでプレーしている。チームの主将を務め、リーグ優勝5回、イタリアカップ4回、世界クラブ選手権2回、欧州チャンピオンズリーグ1回のタイトル獲得に貢献した。

### 代表チーム
2010年、ポーランド代表に初選出される。同年10-11月の世界選手権で代表デビューした。2011年の欧州選手権、2012年のロンドンオリンピック欧州大陸予選などに出場した。2017年より代表チームの主将を務めている。2019年、ネーションズリーグで5位、同年の欧州選手権で4位となった。2022年、地元開催された世界選手権に出場した。

## 球歴
- 世界選手権 - 2010年、2022年
- 欧州選手権 - 2011年、2013年、2015年、2017年、2019年
- ワールドグランプリ - 2011年、2012年、2013年、2014年、2015年、2016年、2017年
- ネーションズリーグ - 2019年、2022年

## 所属クラブ
- ゲダニア・グダニスク（2007-2009年）
- インペル・ヴロツワフ（2009-2011年）
- BKSスタル・ビェルスコ＝ビャワ（2011-2013年）
- FVブスト・アルシーツィオ（2013-2015年）
- KPSチェミック・ポリツェ（2015-2017年）
- イモコ・コネリアーノ（2017年-）